# Comissão Pastoral da Terra
Die Comissão Pastoral da Terra (CPT) ist eine 1975 gegründete Organisation in der Katholischen Kirche in Brasilien. Sie engagiert sich auf politischer Ebene durch Öffentlichkeits- und Lobbyarbeit für eine Landreform. Darüber hinaus stellt sie auch soziale und ökologische Forderungen. Gemeinsam mit der MST wurde die CPT 1991 mit dem Right Livelihood Award ausgezeichnet.
Der Sitz des Sekretariats ist in Goiânia, der Hauptstadt des Bundesstaates Goiás.

## Geschichte
Die Comissão Pastoral da Terra wurde im Juni 1975, während der Pastoraltagung Amazoniens gegründet, die von der Brasilianischen Bischofskonferenz (CNBB) einberufen wurde und in Goiânia stattfand. Zunächst entwickelte die CPT zusammen mit Arbeitern und Landarbeitern einen pastoralen Dienst, so dass nach der Definition von Ivo Poletto, dem ersten Minister der CPT und ein der Befreiungstheologie nahestehenden Theologen, „die wahren Väter und Mütter der CPT Tagelöhner, Hausbesetzer, Indigene Völker, Migranten, Frauen und Männer seien, die für ihre Freiheit und Würde in einem freien Land kämpfen, welches durch die Herrschaft des kapitalistischen Eigentums dominiert wird.“
Die CPT wurde während der Militärdiktatur Brasiliens (1964–1985) als Reaktion auf die Not der Landarbeiter, Hausbesetzer und Tagelöhner vor allem im Amazonasgebiet gegründet und übt seitdem eine wichtige Rolle aus, indem sie dazu beiträgt, Menschenrechte zu verteidigen. Die CPT etablierte sich in Zusammenschluss mit der katholischen Kirche, weil die Repression viele pastorale Mitarbeiter und Gemeindeleiter berührte und die Kirche innerhalb der Gesellschaft einen politischen und kulturellen Einfluss einnimmt und dadurch als Sprachrohr für das Leid der Bevölkerung fungieren kann.
In der Zeit der Diktatur war es die Verknüpfung der CPT mit der Brasilianischen Bischofskonferenz (CNBB), die es der CPT ermöglichte, ihre Arbeit fortzusetzen. In den darauffolgenden Jahren wurde seitens der CPT ein ökumenischer Charakter angestrebt, der insbesondere durch die Zusammenarbeit mit der evangelischen Kirche Brasiliens (Igreja Evangélica de Confissão Luterana no Brasil – IECLB) verwirklicht werden konnte.
Indem sie explizit oder implizit Missstände, Unterdrückung und Ausbeutung öffentlich macht und die Verantwortlichen anklagt, kämpft die CPT für soziale Gerechtigkeit, den Schutz der Menschenrechte und für eine Landreform. Mit Hilfe der CPT konnten bis in die 1990er-Jahre mehr als 150.000 Familien über 10 Millionen Hektar Land erhalten und hunderte Gewerkschaften gegründet werden. Neben etwa 100 Festangestellten kann die Organisation auf mehrere 10.000 Freiwillige und über 1.000 Priester und Kirchenmitarbeiter zurückgreifen.

## Gesellschaftliche Zustände
Die Landverteilung in Brasilien ist ein gravierendes Problem. Viele haben nichts und wenige fast alles: Mehr als die Hälfte des landwirtschaftlich nutzbaren Bodens sind in den Händen von zwei Prozent der Landeigentümer. Von den Flächen, die Großgrundbesitzern oder Unternehmen gehören, wird etwa die Hälfte nicht bewirtschaftet, denn es handelt sich häufig nur um Spekulationsobjekte. Daher haben viele Familien haben nicht genug Land, um sich davon ernähren und versorgen zu können. Des Weiteren sind die Landrechte immer noch nicht hinreichend geklärt. Konflikte gegen diese Ungerechtigkeiten sind daher oft unvermeidbar. Einerseits waren und sind Landbesetzer der Repression durch staatliche Institutionen (zum Beispiel der Militärpolizei) ausgeliefert, andererseits öffnet die weitgehende Straffreiheit der Gewalt der Großgrundbesitzer Tür und Tor. Zwischen 1985 und 2007 verzeichnete die Comissão Pastoral da Terra 1117 Vorfälle von Landkonflikten, bei denen 1493 Landarbeiter umkamen. Die meisten Landbesetzer wurden im Auftrag von Großgrundbesitzern und von der Polizei ermordet. Von all diesen Konflikten wurden nur wenige vor Gericht verhandelt.
Die Landreform, die immer wieder versprochen wurde und längst überfällig ist, lässt immer noch auf sich warten und scheint immer weiter entfernt denn je, da die weltweit steigende Nachfrage an Fleischkonsum und Biotreibstoffen die Produktion von Soja, Mais und Zuckerrohr äußerst lukrativ gemacht haben.

## Mission
Die CPT berät und unterstützt Kleinbauer bei Landkonflikten, beispielsweise juristisch, wenn sie ungenutztes Land okkupieren und kultivieren. Obwohl eine solche Indienstnahme des Bodens in Brasilien legal ist, wird dies von den Großgrundbesitzer und Behörden oft nicht respektiert. Auf politischer Ebene bemüht sich die CPT für eine Landreform, mit der kleinbäuerliche Betrieben die Möglichkeit und genügend Raum gegeben wird, um mit Agrarkonzernen konkurrieren zu können. Mit der zu rund 90 % aus Kleinbauern bestehenden Landbevölkerung kämpft die CPT gegen die eindimensional begünstigten Interessen von Latifundien.

## Unterstützung
Seitens Deutschlands wird die Comissão Pastoral da Terra in Fragen der gerechten Landverteilung durch die Bischöfliche Aktion Adveniat und das Bischöfliche Hilfswerk Misereor unterstützt.

## Auszeichnungen
- 1991: Right Livelihood Award (‚Alternativer Nobelpreis‘) „für ihren engagierten Einsatz für soziale Gerechtigkeit und die Einhaltung von Menschenrechten für Kleinbauern und Landlose in Brasilien“.[2]